# Нефтекумський район
Нефтекумський район (рос. Нефтекумский район) — адміністративна одиниця Ставропольського краю Російської Федерації.
Адміністративний центр — місто Нефтекумськ.

## Адміністративний поділ
До складу району входять два міських та 10 сільських поселень:
1. Місто Нефтекумськ
2. Селище Затеречний
3. Село Ачикулак
4. Закумська сільрада — хутір Андрєй-Курган
5. Зимнеставочна сільрада — селище Зимняя Ставка
6. Зункарська сільрада — селище Зункарь
7. Кара-Тюбинська сільрада — село Кара-Тюбе
8. Каясулинська сільрада — село Каясула
9. Махмуд-Мектебська сільрада — аул Махмуд-Мектеб
10. Новкус-Артезіанська сільрада — аул Новкус-Артезіан
11. Озек-Суатська сільрада — аул Озек-Суат
12. Тукуй-Мектебська сільрада — аул Тукуй-Мектеб